# Ianthocincla maxima
Ianthocincla maximus là một loài chim trong họ Leiothrichidae.
Loài chim này được tìm thấy ở miền trung Trung Quốc và xa phía bắc Ấn Độ và Myanmar. Môi trường sống tự nhiên của chúng là rừng ôn đới.
Loài chim này đã có lúc được đặt vào chi Garrulax nhưng sau khi công bố một nghiên cứu phát sinh phân tử toàn diện vào năm 2018, nó đã được chuyển đến chi tái lập Ianthocincla.